# Ludwig Kunstmann

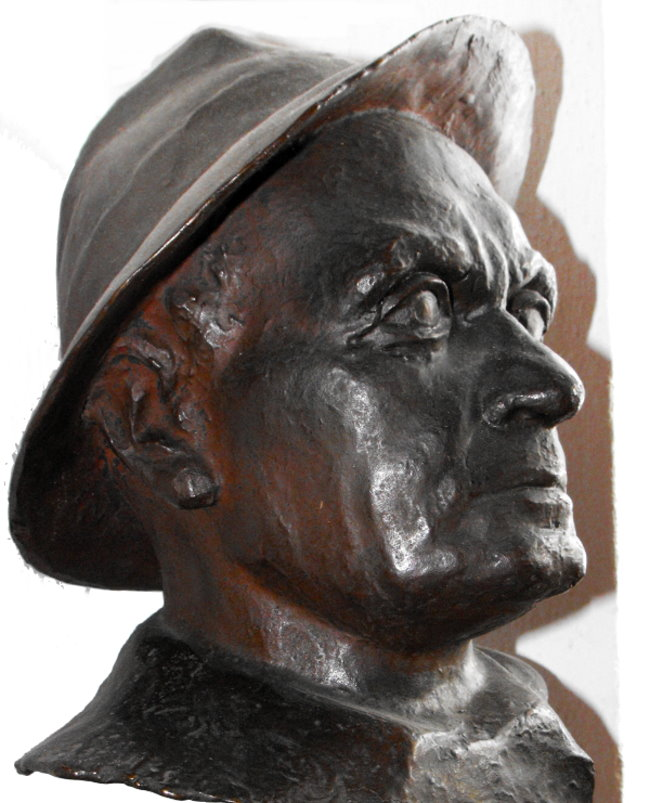
Ludwig Kunstmann – Selbstporträt (Bronzebüste)

Ludwig Kunstmann (* 9. Dezember 1877 in Regensburg; † 27. März 1961 in Hamburg) war ein deutscher Bildhauer.

## Leben
Kunstmann machte von 1890 bis 1894 eine Lehre zum Holz- und Steinbildhauer in Regensburg und studierte an der Kunstakademie Stuttgart. Nach ausführlichen Studienreisen durch Deutschland und Nordeuropa siedelte er sich 1910 in Hamburg an. Dort wurde er in den 1920er Jahren zu einem der erfolgreichsten Künstler, was eine Vielzahl von Bauplastiken zeigt. Kunstmann zählte zu den Gründungsmitgliedern der Hamburgischen Sezession (1919), trat aber bereits 1920 nach internen Streitigkeiten zusammen mit weiteren Kollegen wieder aus und in die Hamburgischen Künstlerschaft ein. Er war zudem Mitglied im Hamburger Künstlerverein von 1832.
Ludwig Kunstmann starb 1961 in Hamburg und wurde auf dem  Ohlsdorfer Friedhof westlich der Waldstraße beigesetzt, das Grab wurde nach Ablauf der Ruhezeit aufgelöst.

## Werk

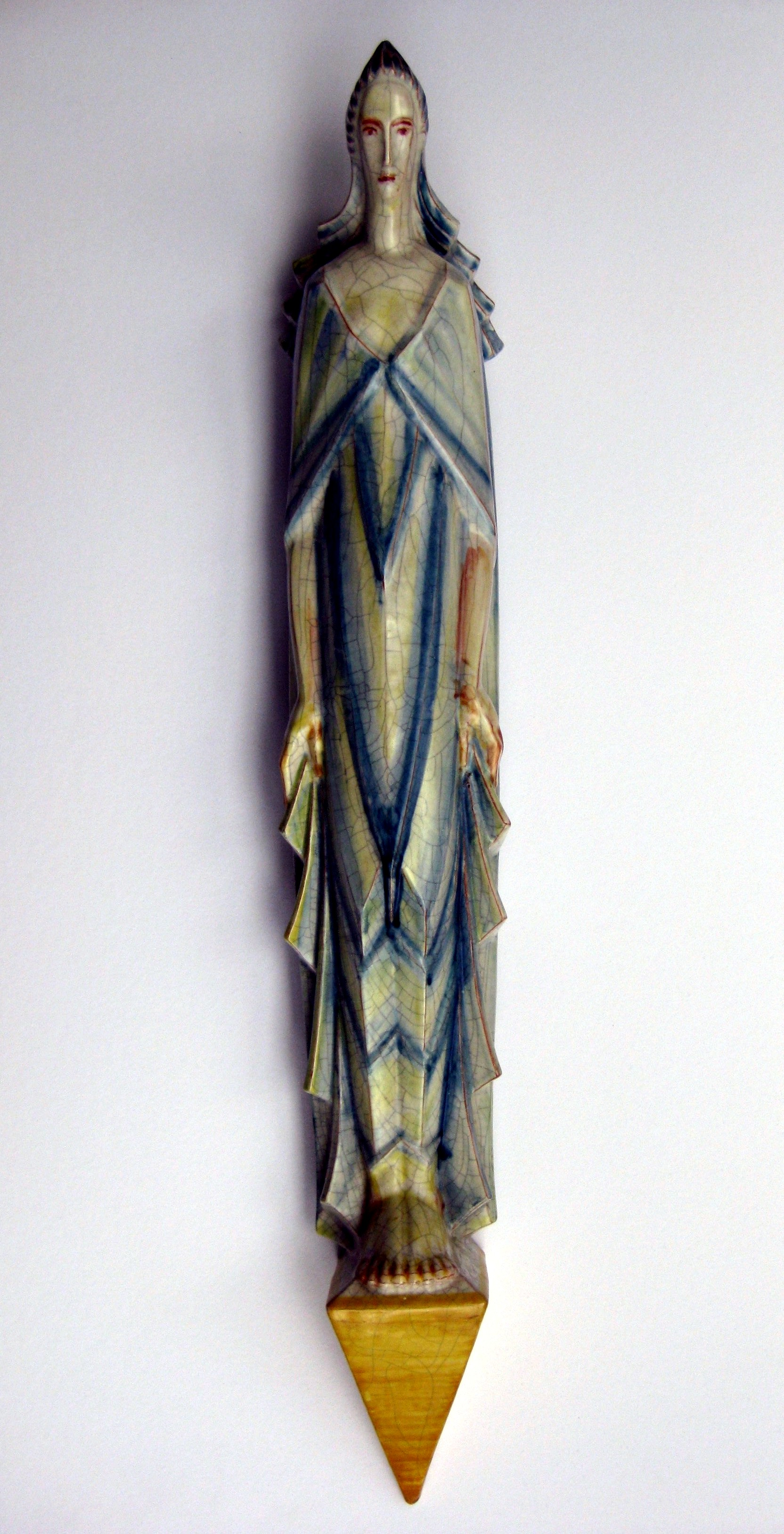
Kieler Kunst-Keramik AG, Wandfigur (Madonna), Entwurf: Ludwig Kunstmann.

- um 1915 (?): sechs Medaillons mit vergoldeten Schiffsmotiven an den Balkongeländern im 2. Obergeschoss des Gewerbehauses in Hamburg (Architekt: Fritz Schumacher) – leider weiß übermalt.
- 1920 ff: Bildhauerarbeiten am ersten Umbau/Erweiterung des Verwaltungsgebäudes des DHV am Holstenwall in Hamburg (heutiges Brahms-Kontor; siehe auch zweite Erweiterung: um 1931, Architekten ebenfalls Schkopp/Vortmann). Die zahlreichen Figuren am Haupteingang sind nicht erhalten. Sonst nur teilweise erhalten, unter anderem Eseltränke über ehemaligem Seiteneingang.
- um 1922: Pferdeskulptur am Thaliahof, Gerhart-Hauptmann-Platz (früherer Pferdemarkt) in Hamburg (Architekten: Hans und Oskar Gerson)
- 1922/23: Bildhauerische Arbeiten am Krieger-Ehrenmal auf dem Kirchhof in Rellingen (Architekt: Hermann Höger und Mitarbeiter Hopp)
- um 1924: Skulpturen am Ballin-Haus in Hamburg (Architekten: Hans und Oskar Gerson) (Skulpturen zerstört, 1996/1997 durch Plastiken von Lothar Fischer ersetzt)
- um 1925: Reliefs (Sorge für die Jugend und Sorge für das Alter) am Eingang des AOK-Gebäudes in Hamburg-Borgfelde (Architekten: Hermann Distel und August Grubitz)
- 1925–1927: Als externer Künstler bauplastische und feinkeramische Arbeiten für die Kieler Kunst-Keramik AG: Großplastik „Seemann“ am „Kurgartenhaus“ in Travemünde an der Ecke Kurgartenstraße/Am Lotsenberg; neuer Standort vor der Travemünder Lotsenstation, dort umbenannt in „Lotsenstatue“. Großplastik „Marienfigur“ auf dem Eingangsportal  Marienkrankenhaus Hamburg, die auch als Kleinplastik (Höhe 41,5 cm) ausgeführt wurde. 1926 Kleinplastiken „Weibliche Figur mit Mantel“ und im expressionistischen Stil „Wandfigur (Madonna)“.
- um 1926: keramischer Bauschmuck am Wohnblock Breitenfelder Straße 80 / Haynstraße 29–33 / Husumer Straße 37 / Sudeckstraße 2–6 in Hamburg-Eppendorf (Architekten: Hans und Oskar Gerson)
- um 1926/27: Keramiken am Fernmeldeamt, ehem. Fernsprechamt Altona der Reichspostverwaltung, Stresemannstraße 69, heute Hamburg, figürliche Skulptur (am Eingang/Tor – nicht mehr vorhanden), eventuell auch Wappenadler am Seiteneingang zur ehemaligen Fernsprech-Vermittlungsstelle Juliusstraße (Architekt: Postbaurat Teucke)
- 1927 ff: Keramischer Bauschmuck an der Fassade des Sprinkenhofs und ca. 1940 schließlich die Plastik über dem Osteingang des Sprinkenhofs (heute Innenbehörde); Architekten Gebr. Gerson und Fritz Höger
- um 1927/28: Erker in Keramin mit zwei Skulpturen am Eppendorfer Gemeindehaus, Ludolfstraße 53, in Hamburg (Architekten: Otto Wilkening und Hermann Geißler; heute Theater Alma Hoppes Lustspielhaus)
- [ca. 1927–1929] Bauschmuck/Relief „Die fünf Tugenden“ am Südflügel der Christian-Timm-Realschule (CTR) in Rendsburg
- um 1928: hölzernes Kolossalkruzifix in der Heilandskirche in Hamburg-Uhlenhorst (Architekt: Emil Heynen)
- um 1929: hölzerne Statue des auferstandenen Christus in der Apsis der Bugenhagenkirche in Hamburg-Barmbek (Architekt: Emil Heynen)
- 1929: zwei Portalfiguren (Frau und Mann, Kunst und Handwerk symbolisierend) am Eingang des Kunst- und Gewerbehauses in Regensburg
- um 1930: Reliefplastik (Schäfer und Schafe) am Nordwolle-Haus in Bremen (Architekten: Hermann Gildemeister und Eberhard Gildemeister)
- 1930–32: Zwei Trauende. Hochaufragende kannelierende Bronzesäulen außen am Treppenaufgang zum Krematorium von Fritz Schumacher in Hamburg
- um 1931: lebensgroße Skulptur eines Elefanten „Anton“[2] mit jungem Reiter am Verwaltungsgebäude des Deutschnationalen Handlungsgehilfen-Verbandes (heute „Brahms-Kontor“), Pilatuspool in Hamburg (Architekten: Ferdinand Sckopp und Wilhelm Vortmann) – weitere Arbeiten am 1. Umbau Holstenwall siehe: 1920 ff
- 1935: Skulptur „Eisbär II“ im Hamburger Stadtpark
- 1936/37: Singer Fabrikmarke im Nähmaschinenwerk Wittenberge[3]
- 1938: Werktorfiguren im Nähmaschinenwerk Wittenberge[4]
- 1938: Führerbüste am Eingang des Bochumer Stadttheaters (Architekt Theaterumbau 1938: Stadtbaurat Heinrich Timmermann)[5]
- 1939–1941: Skulpturen an der großen und der kleinen Trauerhalle des Friedhofs am Freigrafendamm in Bochum (Architekten: Stadtbaurat Heinrich Timmermann, Wilhelm Seidensticker)[6][7]
- 1944: Eichenbalken mit den Stadtteilnamen am Mahnmal für die Opfer des Bombenkrieges auf dem Hauptfriedhof Ohlsdorf in Hamburg (im Oktober 1944 gefertigt, aufgestellt 1949). Die Eichenholzbalken auf den vier Massengrabhügeln nennen die Hamburger Stadtteile, aus denen die 36.918 Leichen der Bombennächte vom 25. Juli bis 3. August 1943 hierher überführt wurden.
- Auf dem Ohlsdorfer Friedhof stammen von Ludwig Kunstmann ebenfalls der Obelisk auf der Grabanlage für 1938 bei Bathurst (Gambia) verunglückte Lufthansaflieger (1939, Planquadrat H 6)[8] sowie die Grabmäler Anthes (vormals Eggers, 1904), Büchau (vormals Wroost, 1942) und Arand (1942).

Werke (Auswahl)
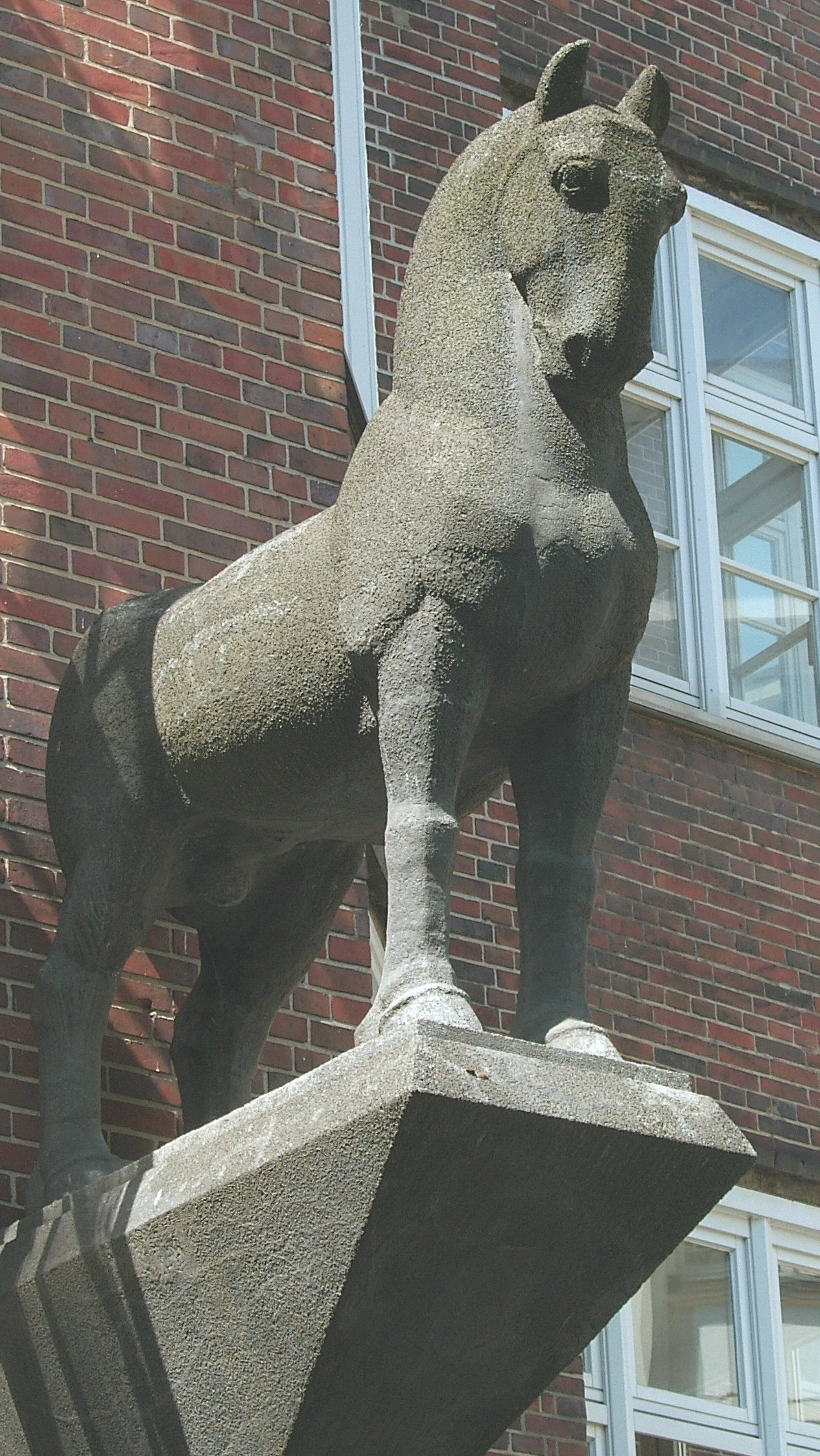
Pferd am Thaliahof
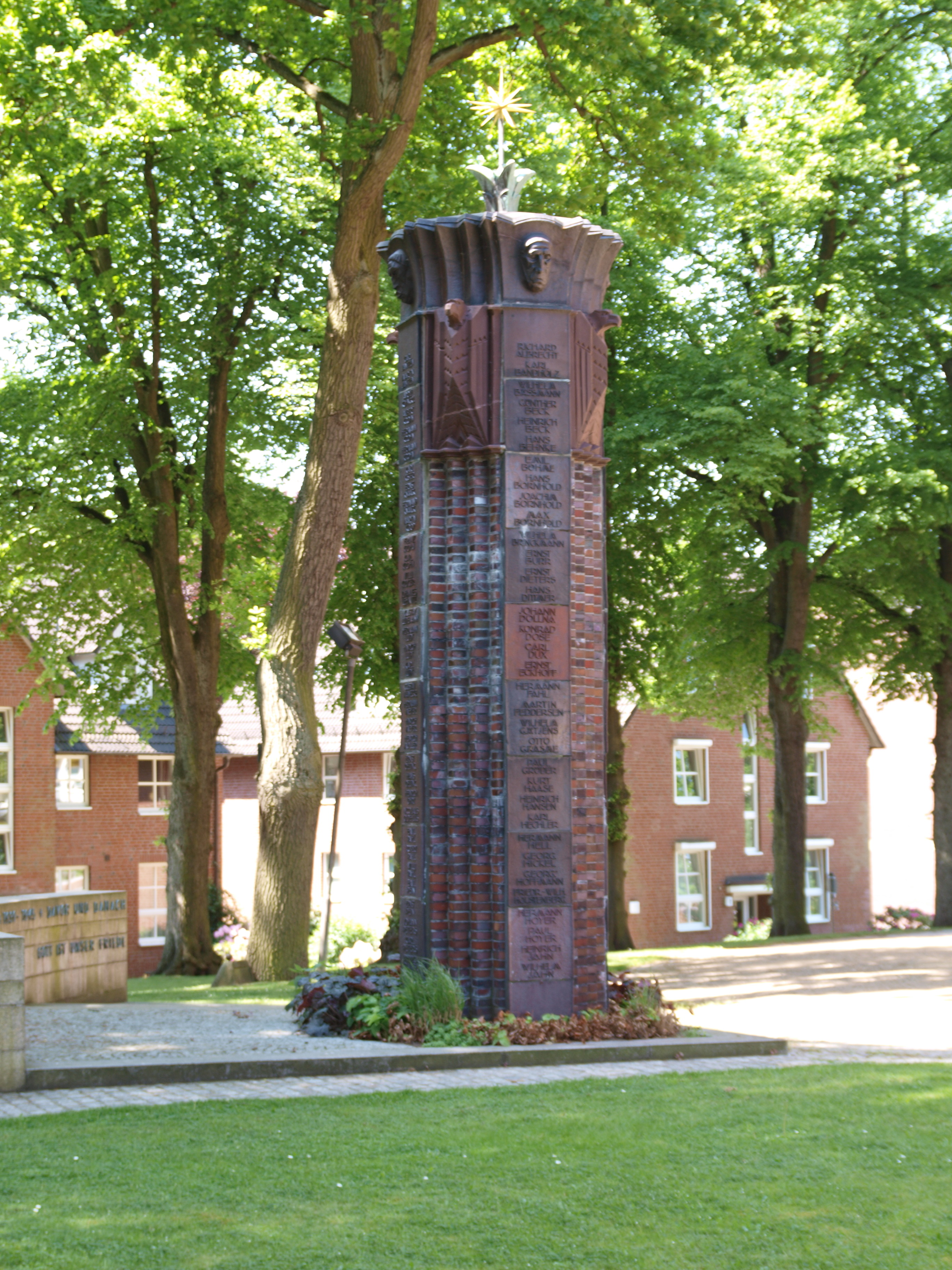
Ehrenmal in Rellingen
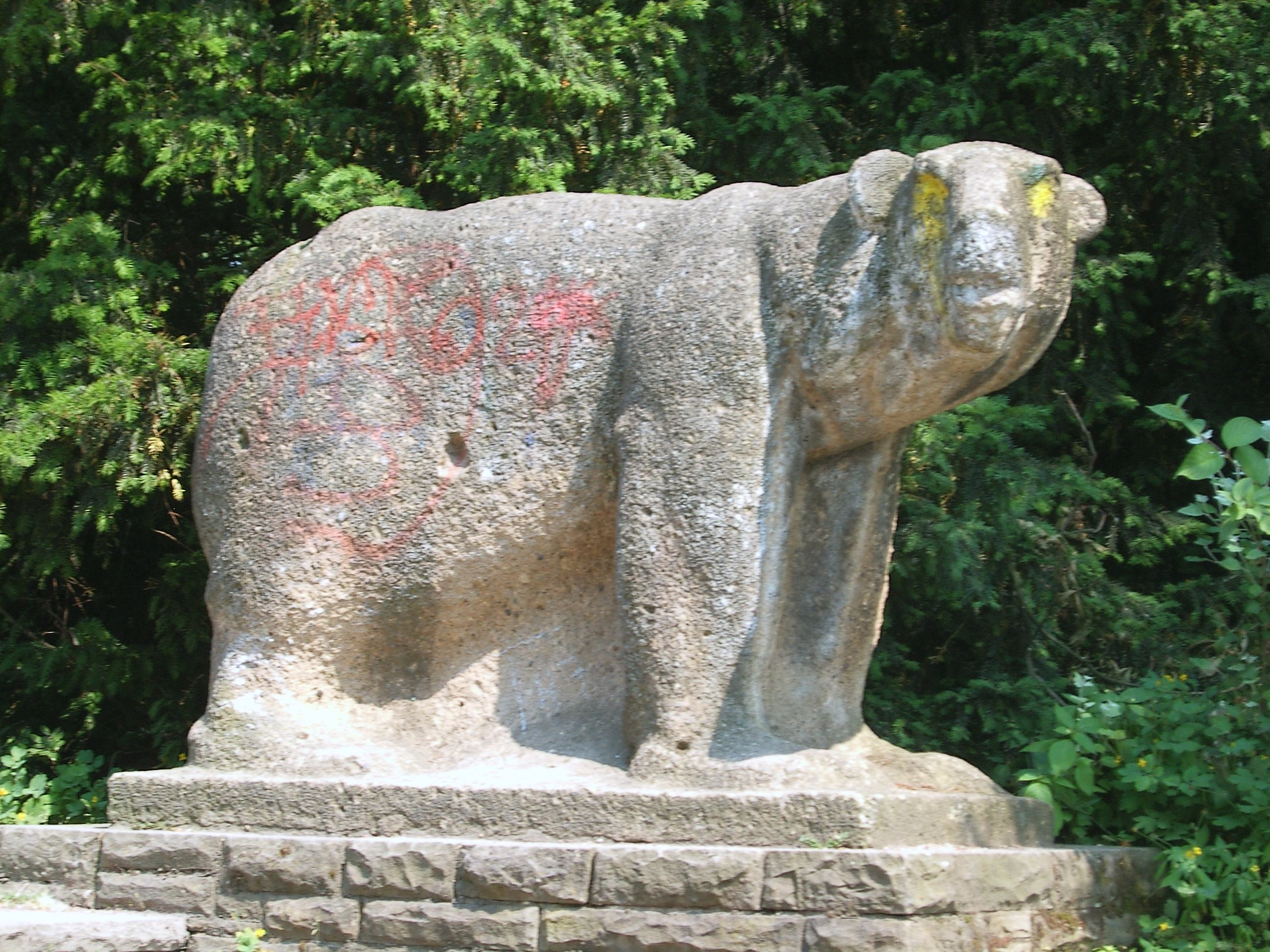
„Eisbär II.“ im Hamburger Stadtpark
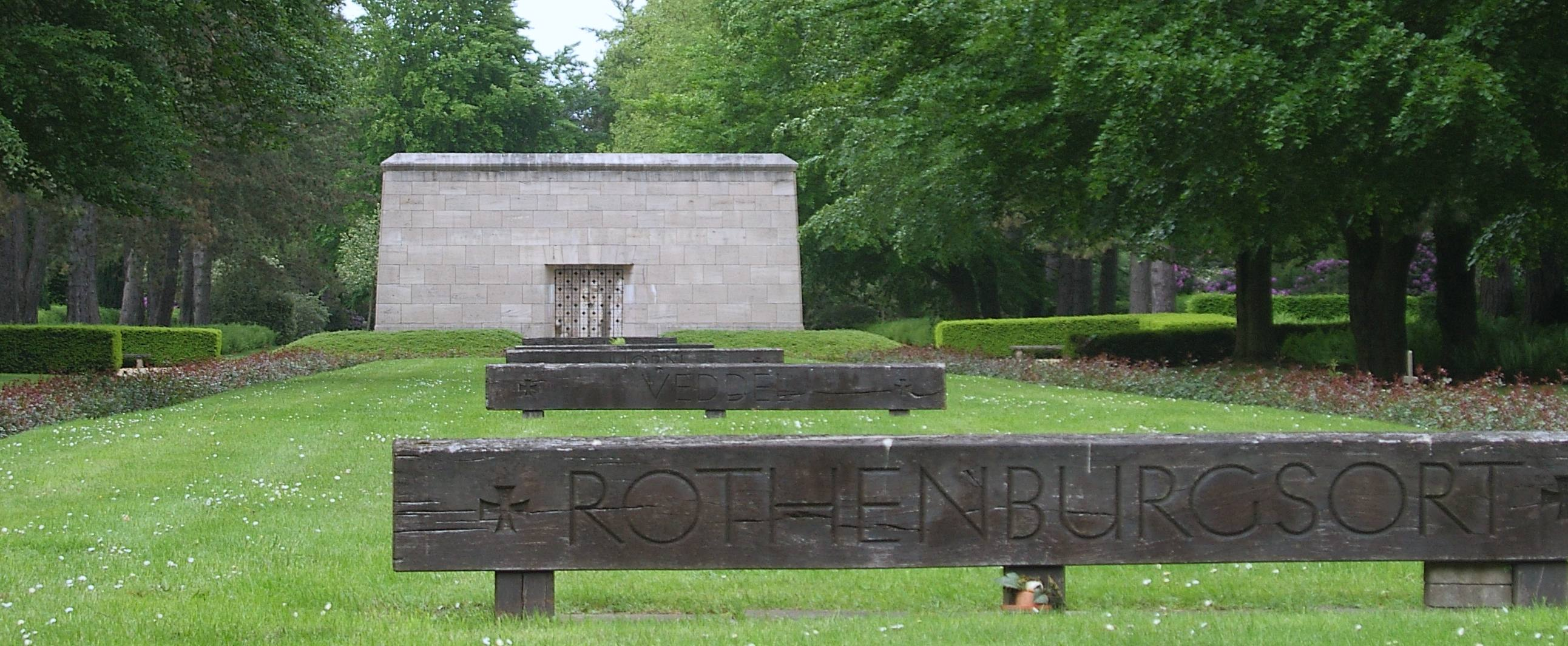
Eichenbalken am Mahnmal für die Opfer des Bombenkrieges auf dem Friedhof Ohlsdorf
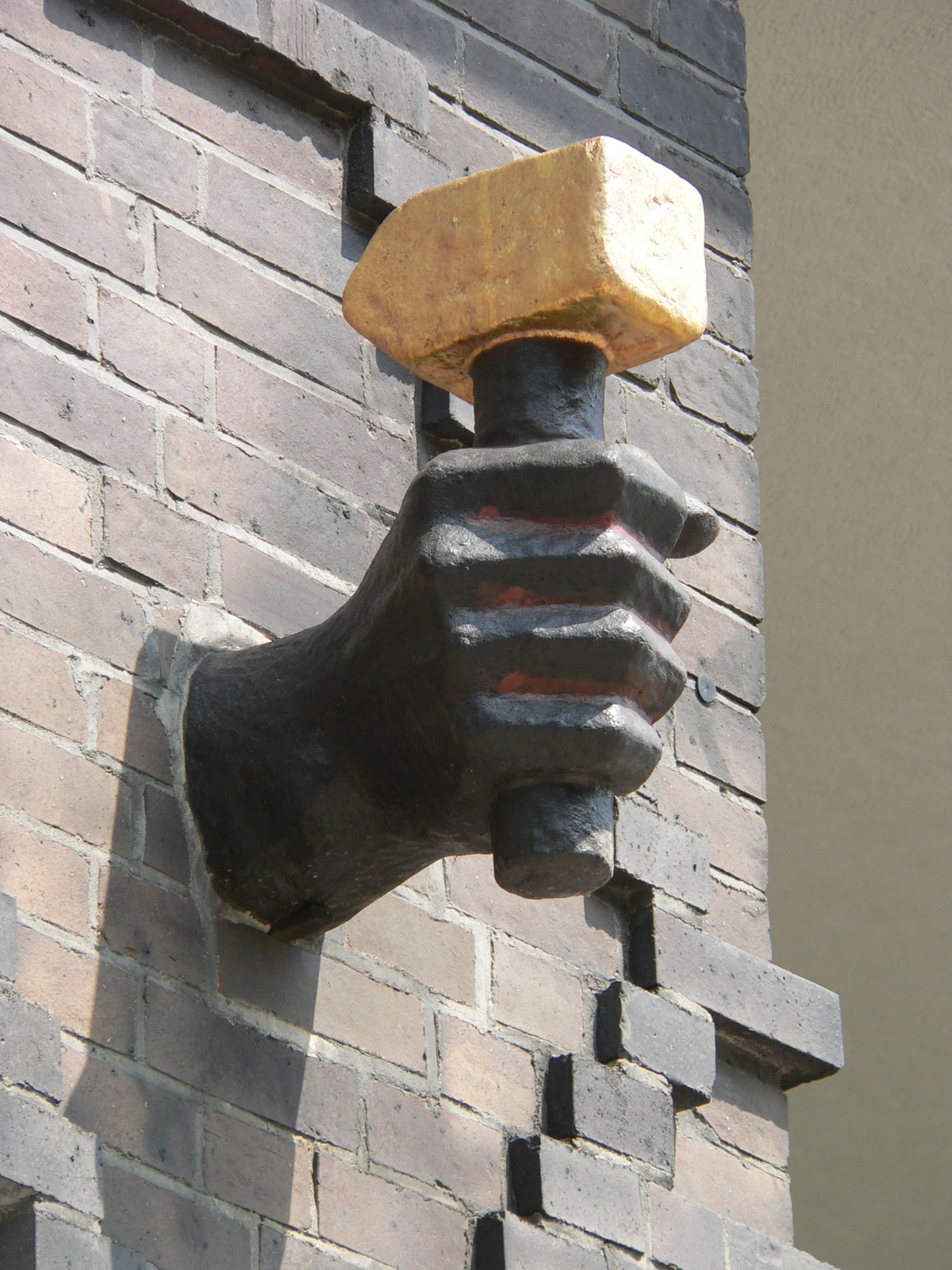
Der goldene Hammer am Sprinkenhof
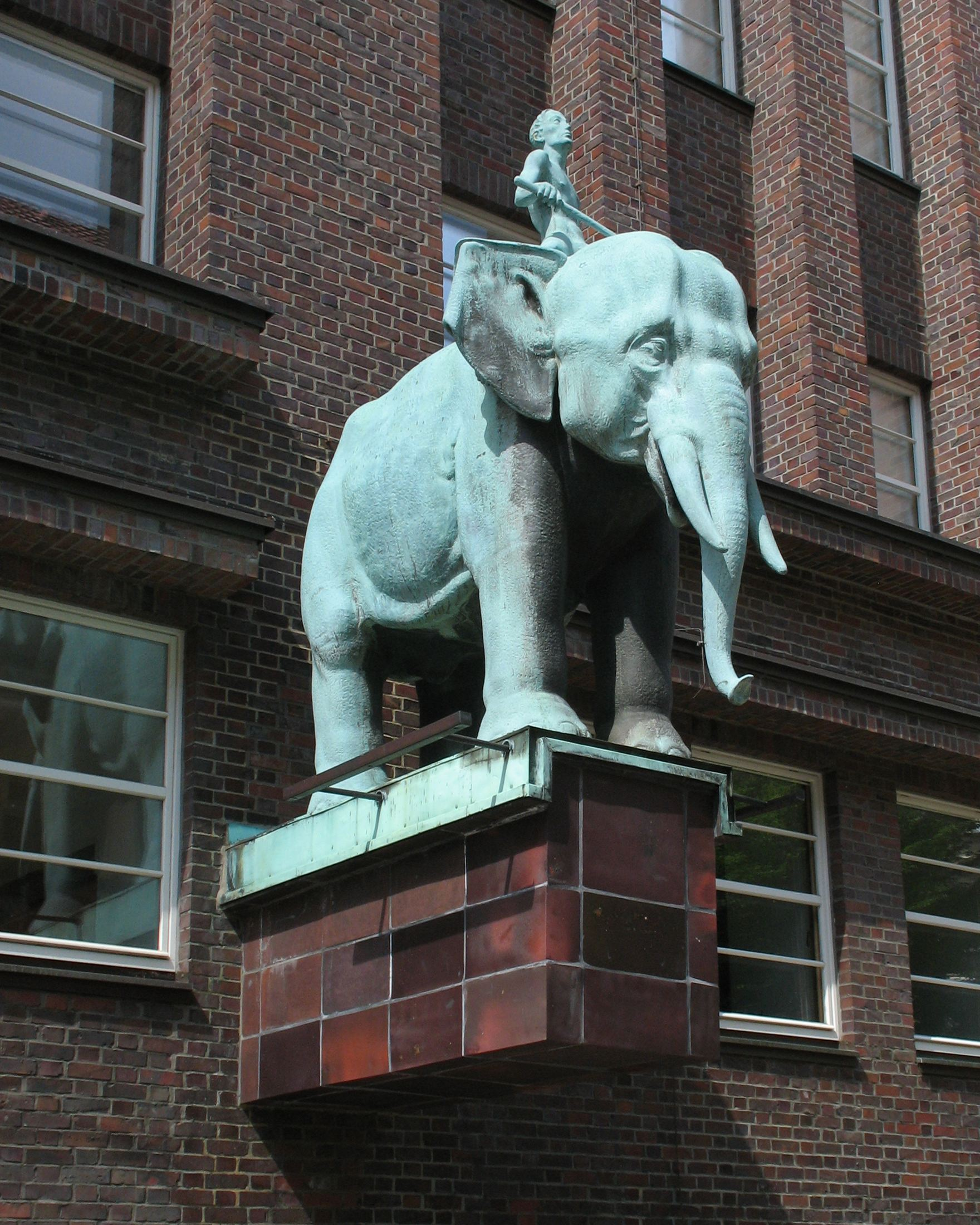
Elefant am Brahms Kontor
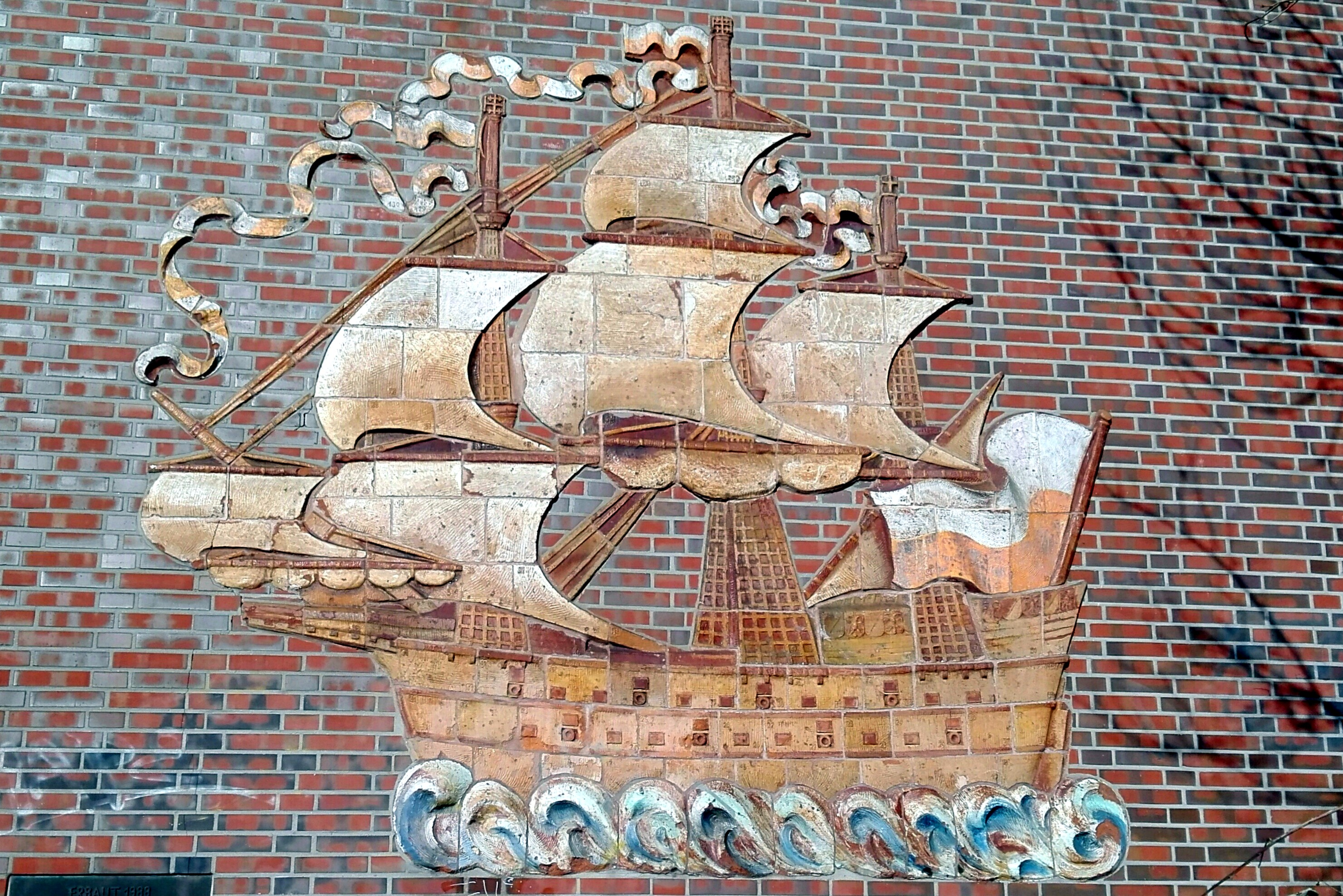
1937 entworfenes Relief an der Autobahnbrücke über der Krempelsdorfer Allee von Lübeck nach Stockelsdorf